# Palicourea plowmanii
Palicourea plowmanii är en måreväxtart som beskrevs av D.R.Simpson och Charlotte M. Taylor. Palicourea plowmanii ingår i släktet Palicourea och familjen måreväxter. Inga underarter finns listade i Catalogue of Life.